# سانتا كروس دي ماجليانو
سانتا كروس دي ماجليانو (بالإيطالية: Santa Croce di Magliano)‏ هي كومونا في مقاطعة كمبباسة في منطقة مليزة الإيطالية.